# Robert Spitzer (jésuite)
Robert J. Spitzer S.J., né le 16 mai 1952 à Honolulu, est un prêtre jésuite américain, enseignant et auteur, ancien président de la Gonzaga University de Spokane, actuel président de l'Institut Magis (en).

## Formation
Robert Spitzer est le fils d'Arthur et Blanche (née Van Oort) Spitzer. Il suit ses études secondaires à la Punahou School d'Honolulu dont il est diplômé en 1970. Il obtient un Bachelor of Business Administration spécialisé en comptabilité publique et finances (magna cum laude)  de la Gonzaga University en 1974. Il entre ensuite chez les jésuites de la province de l'Orégon.
Robert Spitzer obtient un master's degree en philosophie de la St. Louis University (magna cum laude) en 1978, avant d'entamer une carrière enseignante, puis de partir poursuivre ses études à Rome à l'université pontificale grégorienne dont il est diplômé en 1983 (summa cum laude). Il retourne aux États-Unis et après son ordination sacerdotale il étudie la théologie (spécialisation en Écriture sainte) à la Weston School, actuel Boston College School of Theology and Ministry de Cambridge dont il est diplômé (summa cum laude) en 1984. Il obtient son doctorat en philosophie de l'université catholique d'Amérique (summa cum laude) en 1988. Sa thèse est intitulée A Study of Objectively Real Time, sous la conduite du philosophe Paul Weiss.

## Carrière académique
Robert Spitzer commence sa carrière d'enseignant à la St. Louis University en tant qu'assistant en 1978. Puis jusqu'en 1980, il enseigne la philosophie à la Seattle University et part ensuite pour Rome à la Grégorienne. À son retour aux États-Unis, il est professeur assistant de philosophie à la Georgetown University de 1984 à 1990, dont il reçoit la médaille Bunn en 1989.
Le Père Spitzer retourne à la Seattle University (1990–1998) dont il est nommé professeur associé de philosophie en 1996. Il tient à cette époque la chaire d'éthique professionnelle (1997–1998) et gagne une médaille en tant qu'enseignant exceptionnel du Collège d'arts et sciences de l'université en 1997. Le 17 septembre 1998, le R.P. Spitzer est nommé président de la Gonzaga University.

## Carrière religieuse
Robert Spitzer entre chez les jésuites de la province de l'Orégon en août 1974, après avoir terminé ses études de comptabilité et finances à la Gonzaga University. Il prononce ses premiers vœux en août 1976. Il est ordonné prêtre en juin 1983 après avoir terminé ses études à Rome. Il prononce sa profession du Quatrième Vœu (particulier à la Compagnie de Jésus) en avril 1994. Il s'intéresse en théologie à deux sujets en particulier : la théologie fondamentale et l'étude du Nouveau Testament. Il est co-directeur de l'Institut de la foi et de la raison de la Gonzaga University.
Le domaine de prédilection du P. Spitzer, à propos de l'étude du Nouveau Testament, est la christologie, sa thèse de la Grégorienne à Rome était du reste intitulée The Influence of Sophia Speculation on Early Christological Hymns. Sa thèse de doctorat de la Weston School (qui lui fit gagner le prix de l'American Bible Society) portait quant à elle sur The Depth Grammar of "Pneuma" and "En Christo" in I Cor: 12. Il est l'auteur d'un livre en christologie  intitulé The Unconditional Love of God in Jesus Christ.
Le R.P. Spitzer sert l'Église à des postes variés: il est conseiller de la commission de théologie de la Conférence des évêques de l'État de Washington entre 1994 et 1998, directeur spirituel de plusieurs communautés religieuses contemplatives, conseiller de groupes de laïcs et fait des conférences sur le réseau universitaire catholique post-gradué, sur la théologie fondamentale, la christologie, l'ecclésiologie et la spiritualité. Il intervient fréquemment sur la chaîne de télévision catholique EWTN.
Il appartient à plusieurs associations professionnelles catholiques: à l'Association of Catholic Colleges and Universities, à l'Association of Jesuit Colleges and Universities, à l'American Catholic Philosophical Association, à la Jesuit Philosophical Association, et au Fellowship of Catholic Scholars. Le R.P. Spitzer est actuellement recteur de la Junípero Serra Catholic High School de San Juan Capistrano en Californie.

## Publications
Ouvrages
- The Spirit of Leadership: Optimizing Creativity and Change in Organizations (Provo, Utah: Executive Excellence Publishers, June 2000).
- Healing the Culture: A Commonsense Philosophy of Happiness, Freedom and the Life Issues (San Francisco: Ignatius Press, 2000).
- Five Pillars of the Spiritual Life: A Practical Guide for Active People (San Francisco: Ignatius Press, 2008).
- New Proofs for the Existence of God: Contributions of Contemporary Physics and Philosophy (Grand Rapids, MI: Eerdmans, 2010).
- Ten Universal Principles: A Brief Philosophy of the Life Issues (San Francisco: Ignatius Press, 2011).
- Evidence for God from Contemporary Physics: Extending the Legacy of Monsignor Georges Lemaitre (South Bend, IN: St. Augustine’s Press, 2015).
- Finding True Happiness: Satisfying Our Restless Hearts (San Francisco: Ignatius Press, 2015).
- The Soul's Upward Yearning: Clues to our Transcendent Nature from Experience and Reason (San Francisco: Ignatius Press, 2015).
- God So Loved the World: Clues to our Transcendent Destiny from the Revelation of Jesus (San Francisco: Ignatius Press, 2016).

Articles
- Definitions of Real Time and Ultimate Reality (Journal of Ultimate Reality and Meaning, Vol 23:3, Sept 2000) pp 260–276
- Proofs for the Existence of God Part I: A Metaphysical Argument (International Philosophical Quarterly, Vol 41:2, June 2001) pp 162–186.
- Proofs for the Existence of God Part II: A Cosmological Argument and a Lonerganian Argument (International Philosophical Quarterly, Vol 41:3, Sept 2001) pp 305–331.
- Indications of Creation in Contemporary Astrophysics (Journal of Ultimate Reality and Meaning, Vol 24:3, Sept 2001) pp. 1–50.
- Indications of Creation in Contemporary Big Bang Cosmology. (Philosophy in Science, Vol 10, 2003, pp 35–106.)
- Indications of Supernatural Design in Big Bang Cosmology (Journal of Ultimate Reality and Meaning, Vol 27:4, December 2004) pp 265–287
- Getting to the Heart of Ethics (Journal of Business and Professional Ethics, Vol 25:1, Spring 2006)

Il a publié d'autres articles dans des publications s'intéressant aux questions de leadership, de métaphysique, de morale, d'ontologie, et concernant l'enseignement universitaire. Il a participé à de nombreuses émissions télévisées - dont Larry King Live, des émissions sur The History Chanel, sur The Today Show (à propos de l'euthanasie), et PBS—Closer to the Light (à propos de la Création). Il participe toutes les semaines à une émission d'EWTN appelée Father Spitzer's Universe. et diffusée au niveau national. Il a produit aussi onze séries d'émissions sur EWTN depuis 1998,.

## Fondateur d'instituts et d'organisations
Robert Spitzer a fondé o co-fondé cinq instituts de réflexion et organisations depuis 1987:

### Magis Center of Reason and Faith
Après avoir pris sa retraite de la Gonzaga University, le P. fonde l'Institut Magis (en), situé à la Christ Cathedral de Garden Grove (Californie). Cet institut publie des livres, des articles, des documentaires et des vidéos, ainsi que du matériel pour les nouveaux médias sur la complémentarité de la science, de la philosophie et de la foi (en particulier dans les domaines de la physique, de la cosmologie, de l'épistémologie et de la métaphysique). L'institut produit aussi des programmes éducatifs de niveau secondaire ou universitaire, et des programmes de formation continue pour les adultes. En tant que président de l'institut, le P. Spitzer intervient sur tous ces sujets. Il a participé à l'émission Larry King Live sur CNN du 10 septembre 2010 avec Stephen Hawking à propos du rapport entre foi et raison.

### Spitzer Center of Ethical Leadership
Spitzer fonde cette organisation en 2005 à Ann Arbor dans le Michigan. Elle a comme but le développement du leadership, de l'élaboration de cultures dites « constructives » et de développer une éthique vertueuse dans les organisations catholiques et les organisations for-profit.

### Colleagues in Jesuit Business Education
Localisée à Seattle et à Spokane, cette organisation a été cofondée par le P. Spitzer en 1993, afin d'aider les universités jésuites à développer des modules dans le domaine éthique, dans le domaine social, dans le domaine du service et celui de la spiritualité, en lien avec les idéaux éducatifs de la Compagnie de Jésus. Elle publie une revue annuelle : le Journal of Jesuit Business Education.

### Healing the Culture
Cette organisation basée à Seattle a été cofondée en 1998 par le P. Spitzer afin de développer du matériel éducatif sur les questions touchant à la vie, en particulier celles du début de la vie et de la fin de la vie. Elle met l'accent sur le fait que ces questions affectent ou sont affectées par les notions de bonheur, de vertu, de liberté, d'amour, de personne humaine, de souffrance et de bien commun.

### University Faculty for Life
Cette organisation fondée par le P. Spitzer à Washington a commencé en 1989. Elle a pour but de promouvoir le dialogue, la recherche et la publication d'enseignants respectant la valeur de la vie humaine de sa conception à sa mort naturelle. Elle tient une conférence annuelle dans diverses universités et en publie les minutes dans Life and Learning.

## Source de la traduction
- (en) Cet article est partiellement ou en totalité issu de l’article de Wikipédia en anglais intitulé « Robert Spitzer (priest) » (voir la liste des auteurs).

- VIAF
- ISNI
- LCCN
- GND
- Pologne
- Israël
- NUKAT
- Tchéquie